# Andre Matos
Andre Coelho Matos (São Paulo, 14 de septiembre de 1971-8 de junio de 2019) fue un músico, productor, pianista, cantante y compositor brasileño. Experimentó distintos planos musicales a lo largo de su carrera, siendo su preferido el heavy metal en sus distintas variantes. Fue vocalista de bandas como Angra, Shaman y Avantasia.

## Biografía
Desde muy pequeño empezó a mostrar interés por la música. A los diez años empezó a tocar el piano mostrando gran interés por los compositores clásicos antes de interesarse por el heavy metal, dejándose influenciar por los grandes compositores como Beethoven, Chopin y Mozart, para luego adentrarse en el mundo del metal, una vez que se deja llevar por las corrientes lideradas por Iron Maiden, Kate Bush, Manowar, Peter Gabriel, Sagrado Coração da Terra, Rush y Queensrÿche. Tres años después, decide asistir al famoso Rock in Río, y es a partir de ahí que Andre Matos decide dedicar su vida al heavy metal.

## Trayectoria musical
Desde los 14 años se introdujo en la escena musical de Brasil con su actuación como vocalista de Viper, lo que luego lo condujo por distintos grupos, siendo Angra uno de los más importantes de la lista.

### 1985-1991: Viper
En 1985 se unió al grupo de heavy metal Viper, grabando dos años más tarde su primer álbum en estudio denominado Soldiers Of Sunrise con un Andre Matos de 16 años que empezaba a abrirse paso en la escena del metal brasileño. En 1987 Viper sacó su segundo álbum de estudio llamado Theatre Of Fate, mostrando a un Andre Matos mucho más maduro vocal y musicalmente que en su placa anterior, dejando claramente estampada, y por primera vez en su carrera sus raíces clásicas, las cuales se manifestarán en sus trabajos posteriores. En 1991 decidió abandonar el grupo para dedicarse a sus estudios superiores de música clásica.

### 1991-1999: Angra
En 1991 pasó a  formar parte del grupo Angra junto a Rafael Bittencourt y Kiko Loureiro en guitarras, Luis Mariutti en bajo y Marco Antunes en batería, lanzando su primer demo titulado Reaching Horizons, conteniendo un esquema de lo que sería el álbum que le sucedería.
En 1993 Angra lanza al mercado el álbum más exitoso de su carrera, Angels Cry. En este álbum Marco Antunes deja la banda, siendo reemplazado por Ricardo Confessori en batería, aunque el disco es grabado en calidad de sesionista por Alex Holzwarth, baterista de la banda Sieges Even; y se une el teclista Leck Filho para interpretar las instrumentaciones compuestas por Matos en los conciertos. Con esta formación Angra seguiría su camino hasta 1999.
Angels Cry contó con la participación de artistas como Kai Hansen y Dirk Schlächter de Gamma Ray y Sascha Paeth de Heaven's Gate, siendo uno de los discos más ambiciosos para una banda debutante. A pesar de esto, Angels Cry recibió una gran cantidad de premios por parte de revistas especializadas en el género y lanzó a Angra a la escena del metal mundial, siendo alabado por la crítica especializada en toda la escena mundial. La gira de Angels Cry llevó a Angra a tocar junto a grupos como Black Sabbath, Slayer y Kiss, lo que aumentó aún más su reconocimiento a nivel mundial.
En 1994, Andre Matos consigue su diploma en la universidad luego de la composición y dirección de una orquesta sinfónica, mientras que Angra lanza un EP titulado Evil Warning, cuyo contenido consta en su mayoría de remixes de canciones de Angels Cry.
En 1995 la banda se encierra en un rancho en las afueras de São Paulo para la confección de su nuevo álbum. De las grabaciones hechas en aquella granja sale a la luz un demo tape llamado Eyes Of Christ, que sería la maqueta del que sería el segundo LP de Angra, que finalmente vería la luz en 1996 con el nombre de Holy Land. El álbum vende más de 200 000 copias y llena los conciertos. En el mismo año sacan a la venta el EP Freedom Call, donde aparecen temas de su maqueta remasterizados y alguna que otra curiosidad como la versión de Judas Priest, "Painkiller".
Debido al gran éxito de Angra, duplican la duración de la gira pasando por Francia, donde graban un disco en directo llamado Holy Live en 1997. Un año después aparece el EP Lisbon, un aperitivo de lo que será su tercer álbum Fireworks, donde se da un cambio al estilo respecto de sus anteriores álbumes. Fireworks explora diversas corrientes musicales, distanciándose de sus predecesores en cuanto al estilo. En el mismo año aparece el EP Rainy Nights, siendo este el último disco de la banda con Andre, Luis y Ricardo, ya que estos, debido a diferencias con el resto de la banda y la productora, abandonan el grupo al final de la gira.

### 2000-2005: Shaman
Luego de su salida de Angra, formó la banda Shaman junto con sus compañeros Luis Mariutti y Ricardo Confessori. Más tarde se une como guitarrista el hermano de Luis, Hugo Mariutti.
Matos también aprovecha este periodo para grabar un proyecto que tenía pendiente con su amigo Sascha Paeth (guitarra de Heaven's Gate), juntos forman el dúo Virgo y graban su primer y único álbum homónimo, un disco de estilo hard rock que explora horizontes nunca antes tocados por Andre. El grupo Shaman saca a la venta su disco Ritual en 2002, y empieza el Ritual World Tour, que durará casi un año y medio. Recorren todo el mundo y graban un disco y un DVD en directo en 2003 llamado Ritualive.
A finales de marzo de 2005, lanzan su segundo álbum de estudio titulado Reason donde el piano de Matos acapara gran parte del protagonismo. A pesar de ello, el baterista de la banda Shaman anunció el 10 de octubre la ruptura de la misma en la fansite.

### 2006-2019: Andre solista
Andre Matos inició la grabación de un disco solista con la colaboración de Sascha Paeth y otros artistas de renombre. A mediados de 2006 tuvo el honor de interpretar el papel principal de la opera rock Tommy escrita por The Who, en una serie de presentaciones realizadas en São Paulo junto a una orquesta sinfónica.
Time to be Free fue el nombre del nuevo lanzamiento de Matos como solista. En esta nueva aventura musical del vocalista lo acompañan Luis Mariutti en el bajo, Hugo Mariutti en la guitarra, Fabio Ribeiro (antiguo ex teclista de Angra en vivo), y dos nuevas incorporaciones que tocaron con Matos al inicio de su carrera cuando grabó a los 15 años de edad su primer disco con Viper, su primera banda, en 1987. Ellos son André Hernandes en la guitarra y Eloy Casagrande, un joven baterista de solo 16 años en la batería. Todos estos músicos fueron guiados en su trabajo por dos productores, el habitual Sascha Paeth (Heavens Gate, Virgo, Shaman) y Roy Z (Bruce Dickinson, Halford, Helloween, Judas Priest). Participó además de la grabación la vocalista Amanda Somerville aportando algunas voces femeninas. Mentalize de 2009 y The Turn of the Lights de 2012 fueron sus siguientes producciones discográficas como solista.

## Fallecimiento
El 8 de junio de 2019 fue anunciado el fallecimiento de Matos, aunque inicialmente no se divulgó la causa. Ricardo Confessori, compañero de Matos en varios de sus proyectos musicales, confirmó la noticia:

«Es con profundo dolor en nuestros corazones que nos despedimos de Andre, esta vez en forma definitiva».

Más adelante se confirmó que el músico falleció a causa de un paro cardíaco.

## Discografía

### Viper
- Soldiers of Sunrise (1987)
- Viper 1989 (demo, 1989)
- Theatre of Fate (1989)
- All My Life (2007) - ("Love is All")
- To Live Again - Live in São Paulo (En Vivo, 2015)

### Angra
- Reaching Horizons (1992)
- Angels Cry (1993)
- Evil Warning (1994)
- Eyes of Christ (1995)
- Holy Land (1996)
- Make Believe (1996)
- Freedom Call (1996)
- Holy Live (1997)
- Lisbon (1997)
- Fireworks (1998)
- Rainy Nights (1999)
- Best Reached Horizons (compilación, 2012)

### Shaman
- Ritual (2002)
- Ritualive (2003)
- Reason (2005)

### Virgo
- Virgo (2001)

### Andre Matos
- Time to be Free (2007)
- Mentalize (2009)
- The Turn of the Lights (2012)

### Symfonia
- In Paradisum (2011)

### Colaboraciones
- Nepal: Manifiesto (1996)
- Looking Glass Self: Stigmata (1998)
- Superior: Younique (1998)
- Time Machine: Secret Oceans Part II (1998)
- Sagrado: Ao Oeste do Sol, Oeste da Lua (2000)
- Rodrigo Alves: Suddenly (2000)
- William Shakespeare's Hamlet (2001)
- Karma: Into the Eyes (2001)
- Henceforth: I.Q.U. (2001)
- Avantasia: The Metal Opera Parts I & II (2001) / (2002), The Wicked Symphony (2010)
- Dr. Sin: 10 Anos (2003)
- Aina: Days Of Rising Doom (2004)
- Luca Turilli: Prophet Of The Last Eclipse (2002)
- Avalanch: Los Poetas han Muerto (2003)
- Korzus: Ties Of Blood (2004)
- Thalion: Another Sun (2004)
- Eyes Of Shiva: Deep (2005)
- Avalanch: Mother Earth (2005)
- Krusader: Angus (2006)
- Tren Loco: Venas de acero/Acorazado Belgrano (2008)
- HDK: System Overload (2009)
- Trick or Treat: Rabbits Hill Part. I (2012)
- Art X - The Redemption Of Cain (2016)
- Soulspell - 10 Years Of Soul (DVD) (2019)